# Estádio Edivaldo Flores

Estádio Municipal Edvaldo Flores, conhecido pelo maioria como Edvaldo , é um Estádio de futebol localizado em Vitória da Conquista, no estado da Bahia de propriedade da Prefeitura Municipal de Vitória da Conquista. Construído na década de 1950 e é um dos mais antigos equipamentos esportivos da cidade. No dia 28 de Março de 2015, O Estádio foi reinaugurado totalmente revitalizado, atualmente estádio conta com capacidade para pouco mais de 2.500 pessoas, o mandante é o Vitória da Conquista categorias de base.